# 日高晤郎の語り芸・江戸人情噺「紺屋高尾」
日高晤郎の語り芸・江戸人情噺「紺屋高尾」（ひだかごろうのかたりげい・えどにんじょうばなし「こうやたかお」）は、札幌テレビ放送（STV）が2004年12月28日深夜に放送したテレビ番組である。
なお、江戸人情噺と書き「えどにこそありえにしのふかまり」と読ませる。
- STVラジオ『ウイークエンドバラエティ 日高晤郎ショー』のパーソナリティを務める芸人・日高晤郎が、自ら「芸談」と名づけライフワークとして公演を続けている「独り語り」の最新公演「紺屋高尾」（2004年10月25日、札幌共済ホール公演）の模様と、『日高晤郎ショー』の生放送風景で構成。案内人として西城秀樹を迎えた。
- 番組の最後に、この公演「紺屋高尾」を収録したDVD（2005年2月発売）の告知を行った。

## 出演
- 日高晤郎
- 西城秀樹（案内人）
- 内山佳子（ナレーション／STVアナウンサー）